# Porsche 944 Turbo Cup Frankreich
Der Porsche 944 Turbo Cup Frankreich war eine französische Markenpokal-Rennserie von Porsche. In der von 1987 bis 1990 ausgetragenen Meisterschaft wurden einheitliche Rennwagen auf Basis des Porsche 944 Turbo eingesetzt.

## Historie
Ein Jahr nach dem Porsche 944 Turbo Cup in Deutschland, gründete Porsche 1987 in Frankreich seinen zweiten 944 Turbo Cup. Dieser wurde nach dem Vorbild des deutschen Markenpokals gestaltet und vom französischen Porsche-Importeur Sonauto in Frankreich organisiert.
In der Rennserie starteten Profi- und Amateurfahrer mit identischen 944-Turbo-Rennwagen unter gleichen Bedingungen.
Die Cup-Rennen wurden auf französischen Rennstrecken in Verbindung mit anderen Rennserien, wie der Formel-1-Weltmeisterschaft, der Formel 3000 und der Sportwagen-Weltmeisterschaft ausgetragen. Es nahmen pro Saison zwischen 30 und 40 Fahrzeuge an der Meisterschaft teil. Neben den in der Meisterschaft angemeldeten Fahrern waren auch Gaststarter zugelassen, die jedoch keine Meisterschaftspunkte erhielten.
Der Porsche 944 Turbo Cup lief in Frankreich bis 1990 und wurde ein Jahr später durch den Porsche Carrera Cup Frankreich abgelöst.

## Fahrzeuge

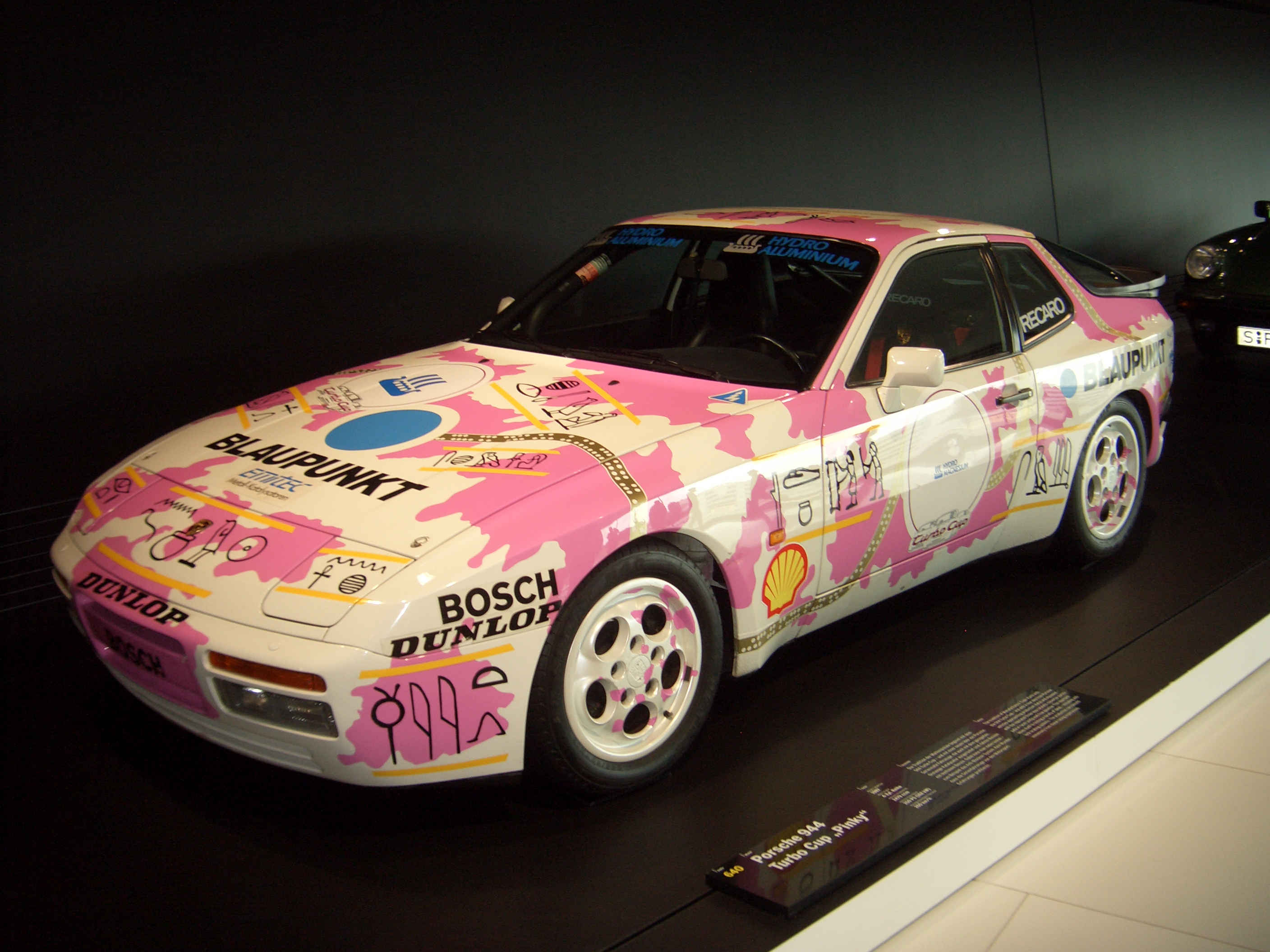
Ein Porsche-944-Turbo-Cup-Rennwagen ausgestellt im Porsche-Museum Stuttgart

Die 1987 eingeführten Cup-Rennwagen basierten auf den Porsche 944 Turbo.
Die Karosserie entsprach dem Serienfahrzeug. Jedoch waren die Rücksitze entfernt und statt der Serien- nun Sportschalensitze mit 6-Punkt-Gurten montiert worden. Um den Fahrer zu schützen, war ein Überrollkäfig und ein Feuerlöscher eingebaut.
An dem Fahrwerk wurden nur geringe Änderungen vorgenommen. Die Gummilager der Radaufhängungen waren härter und auch die Feder- und Dämpfer-Abstimmung war straffer im Vergleich zur Serie. Die Cup-Fahrzeuge hatten zudem stärkere Stabilisatoren eingebaut. Die Rennwagen hatten Einheitsreifen von Dunlop in den Dimensionen vorne 245/45 VR 16 auf 8-Zoll- und hinten auf 255/40 VR 16 auf 9-Zoll-Magnesium-Rädern vom Typ „Telefonscheiben“. Alle Cup-Fahrzeuge waren mit einem Antiblockiersystem ausgerüstet.
Der Motor mit 184 kW (250 PS) und die Auspuffanlage waren identisch zum Serienmodell. Anders als im deutschen Markenpokal wurde der geregelte Dreiwege-Katalysator im französischen Markenpokal entfernt. Um Manipulationen an der Motorsteuerung zu verhindern waren das Bosch-Motronic-Steuergerät, der Sensor der Klopfregelung und das Ladedruckventil mit einer speziellen Folie verplombt. In der letzten Saison 1990 hatten alle Fahrzeuge leistungsfähigere Motoren eingebaut, die nun 213 kW (290 PS) leisteten. Dies wurde durch eine Erhöhung des Ladedrucks des Turboladers von 0,83 bar auf 1,2 bar und einer Anpassung der Motorelektronik erreicht.
| Porsche 944               | 944 Turbo Cup                                                         | 944 Turbo Cup (1990)                                                  |
| ------------------------- | --------------------------------------------------------------------- | --------------------------------------------------------------------- |
| Motor                     | 4-Zylinder-Reihenmotor mit Turboaufladung (Viertakt)                  | 4-Zylinder-Reihenmotor mit Turboaufladung (Viertakt)                  |
| Hubraum                   | 2479 cm³                                                              | 2479 cm³                                                              |
| Bohrung × Hub             | 100,0 × 78,9 mm                                                       | 100,0 × 78,9 mm                                                       |
| Leistung bei 1/min        | 184 kW (250 PS) bei 6000                                              | 184 kW (290 PS) bei 6000                                              |
| Max Drehmoment bei 1/min  | 350 Nm bei 4000                                                       | 410 Nm bei 4000                                                       |
| Verdichtung               | 8,0 : 1                                                               | 8,0 : 1                                                               |
| Ventilsteuerung           | 8 Ventile eine obenliegende Nockenwelle (SOHC)                        | 8 Ventile eine obenliegende Nockenwelle (SOHC)                        |
| Kühlung                   | Wasserkühlung                                                         | Wasserkühlung                                                         |
| Getriebe                  | 5-Gang-Schaltgetriebe                                                 | 5-Gang-Schaltgetriebe                                                 |
| Antrieb                   | Hinterradantrieb, Sperrdifferenzial                                   | Hinterradantrieb, Sperrdifferenzial                                   |
| Bremsen                   | Scheibenbremsen (innenbelüftet), ABS                                  | Scheibenbremsen (innenbelüftet), ABS                                  |
| Radaufhängung vorn        | MacPherson-Federbeine, Querlenker, Stabilisator mit 27 mm Durchmesser | MacPherson-Federbeine, Querlenker, Stabilisator mit 27 mm Durchmesser |
| Radaufhängung hinten      | Schräglenkerachse, Stabilisator mit 21 mm Durchmesser                 | Schräglenkerachse, Stabilisator mit 21 mm Durchmesser                 |
| Federung vorn             | Schraubenfedern                                                       | Schraubenfedern                                                       |
| Federung hinten           | querliegende Drehstabfedern, Teleskopstoßdämpfer                      | querliegende Drehstabfedern, Teleskopstoßdämpfer                      |
| Karosserie                | Selbsttragende Stahlkarosserie mit Heckspoiler, Überrollkäfig         | Selbsttragende Stahlkarosserie mit Heckspoiler, Überrollkäfig         |
| Spurweite vorn/hinten     | 1472/1451 mm                                                          | 1472/1451 mm                                                          |
| Radstand                  | 2400 mm                                                               | 2400 mm                                                               |
| Reifen/Räder              | VA: 245/45 VR 16 auf 8 J × 16 HA: 255/40 VR 16 auf 9 J × 16           | VA: 245/45 VR 16 auf 8 J × 16 HA: 255/40 VR 16 auf 9 J × 16           |
| Maße L × B × H            | 4230 × 1735 × 1275 mm                                                 | 4230 × 1735 × 1275 mm                                                 |
| Leergewicht               | 1160 kg                                                               | 1160 kg                                                               |
| Höchstgeschwindigkeit     | 260 km/h                                                              | 260 km/h                                                              |
| Beschleunigung 0–100 km/h | 5,9 s                                                                 | ? s                                                                   |

## Ergebnisse
In den vier ausgetragenen Markenpokal-Meisterschaften gewannen folgende Fahrer den Titel:
| Jahr | Fahrer             |
| ---- | ------------------ |
| 1987 | René Metge         |
| 1988 | André Bourdon      |
| 1989 | Michel Maisonneuve |
| 1990 | Michel Maisonneuve |